# Церковь Божией Матери (Порсгрунн)
Церковь Божией Матери Доброго Совета (норв. Vår Frue av det Gode Råds Kirke) — католическая церковь в городе Порсгрунн в Телемарке, Норвегия. Построена в 1899 году по проекту архитектора Хальдора Ларсена Бёрве, является классическим примером архитектурного стиля драгестиль. Церковь расположена в центре города, по адресу Olavs gate 19. Своё название получила в честь иконы Божией Матери Доброго совета.

## История

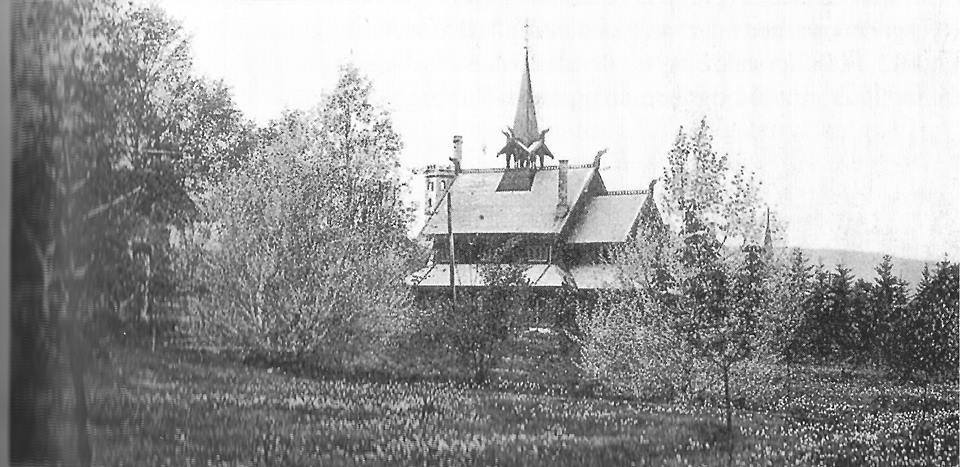
Католическая церковь Божией Матери Доброго Совета в Порсгрунне около 1910 года

В 1887 году в Порсгрунне начала свою деятельность фарфоровая фабрика «Porsgrunds Porselænsfabrik», однако немногие норвежцы имели опыт производства фарфора, и руководство фабрики решило нанять рабочих из-за рубежа. В течение следующих нескольких лет более 40 мастеров и их семей переехали из Богемии, Австро-Венгрии и Германии, в Порсгрунн, чтобы работать на фабрике. Большинство рабочих были католиками. В городе возникла католическая община, выделявшаяся на фоне других регионов. Примечательно, что в 1900 году в Норвегии было всего 1969 католиков.
В 1889 году Йоханнес Олав Фаллизе, возглавлявший апостольскую префектуру Римской католической церкви в Норвегии, направил из Кристиании в Порсгрунн голландского священника Йоханнеса Хенрика Блома (Johannes Henrik Blom). В Порсгрунне Й.Х. Блом приобрёл участок земли для строительства церкви, а также арендовал небольшую комнату в доме, принадлежащем семье католиков Вауверт (Vauvert), и превратил её во временную часовню для проведения проповедей. Часовня была освящена 14 сентября 1889 года. Чуть позже, к Блому присоединились монахини Ордена святого Иосифа из французского Шамбери, перебравшиеся из Кристиании в Порсгрунн с целью основать там больницу. В 1894 году было завершено строительство больницы св. Иосифа, и часовня была перенесена в здание больницы, после этого было принято решение построить полноценную церковь на участке, купленным Бломом.

## Строительство
Для постройки здания церкви был выбран архитектор Хальдор Ларсен Бёрве, заслуживший хорошую репутацию в Телемарке. Он был архитектором нескольких зданий в самом Порсгрунне, и церкви в соседнем Лангангене (1891). В 1894 году по проекту Бёрве был построен отель Дален, выполненный в драгестиле, он особенно приглянулся европейской аристократии конца XIX начала XX веков. Йоханнес Олав Фаллизе настоял, что бы здание католической церкви в Порсгрунне также было выполнено в национальном норвежском стиле. 
Строительство церкви началось 4 января 1899, и было завершено 8 октября 1899. Общая стоимость работ составила около 12 тысяч крон. Строительные работы были выполнены фирмой «Thovsen & Torjussen». Церковные колокола отлиты на фабрике «Olsen Nauen Klokkestøperi» в Тёнсберге. Оконные витражи изготовлены в Германии и доставлены из Берлина.

## Католические церкви в национально-романтическом стиле
Йоханнес Олав Фаллизе остался доволен проделанной работой, на торжественном приёме после открытия церкви, он обратился с благодарственной речью в адрес архитектора Хальдора Бёрве. Фализе ратовал за строительство католических церквей в модном тогда в Норвегии национально-романтическом драгестиле. Помимо церкви в Порсгрунне, в 1898—1899 годах были построены ещё три в подобном стиле — церковь св. Свитина в Ставангере, церковь св. Лаврентия в Драммене и церковь св. Бригитты в Фредрикстаде. Архитектор церквей в Драммене и Фредрикстаде Уле Сверре. Позже эти церкви получили новые здания, за исключением Церкви Божией Матери Доброго Совета в Порсгрунне.

## Перенос церкви на новое место
В 1930-х годах в связи с изменением в дорожной системе Порсгрунна здание церкви оказалось в очень неудобном месте. Ситуация усугублялась, тем, что по соседству с церковью было запланировано строительство нового народного дома. В 1937 году было принято решение перенести здание на новое место — на противоположную сторону улицы Sverre gate, где на свободном участке был построен новый фундамент. Через улицу были проложены специальные железные рельсы, на которых здание было перемещено на железных роликах. После того, как церковь была перенесена на новый фундамент, вместимость церкви была несколько увеличена за счёт перестройки крыльца и входа. На новом месте церковь получила нынешний адрес Olavs gate 19. Церковь была вновь освящена на своём новом месте 10 октября 1937 года.

## Церковь в настоящее время
Церковь Божией Матери Доброго Совета является приходской церковью прихода Божией Матери Доброго Совета Норвегии, входящего в епархию Осло. По состоянию на 2011 год в приходе насчитывалось почти 2300 членов, как и сто лет назад, среди прихожан высокая доля мигрантов, среди них представители почти 80 национальностей. Наиболее многочисленны общины из Вьетнама, Филиппин и Польши. Проповеди проводятся на нескольких языках, среди них норвежский, английский, польский и вьетнамский. В 2012—2013 годах приходским священником был Клемент Амиртантхан из Шри-Ланки.